# 岩石圈滴落
岩石圈滴落（英語：Lithospheric drip）指的是一塊緻密且較冷的岩石圈塊沉入流動性較強的上地幔中。岩石圈下降的區域已經由地震斷層掃描方法檢測到，經過建模為在上地幔內接近垂直方向的圓柱體。在內華達州中部大盆地下方發現的岩石圈滴落直徑為100公里，垂直長度為500公里。在內華達山脈西南部和加利福尼亞聖華金谷的部分地區，相對高密度的岩石圈滴落覆蓋100乘225公里的面積。在這裡，縱波速度快而且地形異常。